# Melanagromyza galactoptera
Melanagromyza galactoptera är en tvåvingeart som beskrevs av Mario Bezzi och Lamb 1926. Melanagromyza galactoptera ingår i släktet Melanagromyza och familjen minerarflugor. Inga underarter finns listade i Catalogue of Life.